# Max Michallek
Max Michallek (* 29. August 1922 in Dortmund; † 7. Juni 1985) war ein deutscher Fußballspieler.

## Karriere
Michallek, wegen seiner auffallend langen Beine „die Spinne“ genannt, spielte bereits in der Jugend bei Borussia Dortmund. Mit der A-Jugend des BVB wurde er 1938 Westfalenmeister, wobei er mit zwei Toren der beste Mann war.
Michallek gab zur Premierensaison der Oberliga West 1947/48 sein Debüt in der ersten Mannschaft von Borussia Dortmund, wo er bis 1960 erst als Seiten- und später zumeist als Mittelläufer aktiv war. Heinz Stork vom Bergarbeiterklub VfL Altenbögge erinnerte sich an Michallek als einen Spieler, der „als Persönlichkeit eine Ausnahmeerscheinung“ gewesen sein soll. Er hätte, so Stork weiter, immer „neben der Mannschaft, keineswegs aber darüber“ gestanden. Der Dortmunder spielte auch häufig gegen den Erkenschwicker Stürmer „Jule“ Ludorf, welcher ihm neben einer „gottbegnadeten Technik“ einen „knallharten Schuss“ zuschrieb und ihn auch aufgrund seiner stetigen Laufbereitschaft mit einer „Pferdelunge“ gesegnet sah. 1948 sollen Ludorf und Michallek auf dem Feld aneinandergeraten sein, hätten ihre Feindseligkeiten aber später auf einer Pferderennbahn in Recklinghausen bei ein paar „kühlen Blonden“ beigelegt.
Ihre Standfestigkeit bewies „die Spinne“ auch bei mehreren wichtigen Meisterschaftsendspielen, nämlich 1949, 1956 sowie 1957. 1949 stand der Mittelläufer neben Mitspielern wie Erich Schanko, Paul Koschmieder oder „Adi“ Preißler gegen den VfR Mannheim auf dem Feld und verlor mit ihnen in der Verlängerung mit 2:3. Aufgrund einer Fußverletzung spielte Michallek, da es damals noch keine Auswechslungen gab, ab der 75. Minute gar mit nur einem Schuh. 1956 ging es hingegen ins Olympiastadion Berlin, wo der BVB auf den Karlsruher SC traf. Mit einer Schulterverletzung überstand Michallek die Partie innerhalb der regulären Spielzeit, man gewann mit 4:2. Im Sommer 1957 erfüllte der Spieler seinen Auftrag, den Hamburger Torjäger Uwe Seeler zu stoppen, zu vollster Zufriedenheit, was die Titelverteidigung für den BVB sowie keinen Torerfolg für Seeler bedeutete.
Als „letzter Mann“ vor den Verteidigern verkörperte der Dortmunder bereits damals das, was viel später einmal der Sechser werden sollte. Er war ein „Spielgestalter“, der sich häufig ins Offensivspiel einschaltete und gerne scharfe Pässe in den freien Raum spielte, um Löcher in die Verteidigungslinie des Gegners zu reißen. In der Nationalelf war Michallek hingegen nie aktiv. Trainer Sepp Herberger hatte ihn zwar einmal zu einem Lehrgang eingeladen, diesen verpasste der Dortmunder jedoch, da seine Frau erkrankte und die Entschuldigung wohl nicht richtig oder gar nie bei Herberger ankam.
Insgesamt absolvierte Michallek 292 Oberliga- und 22 Endrundenspiele für den BVB und erzielte insgesamt 20 Tore. Zudem stand er in neun Europapokalspielen in der Elf der Borussia.
Von 1969 bis 1973 war Michallek Trainerassistent in Dortmund, unter anderem unter Hermann Lindemann. Michallek übernahm mit Dieter Kurrat interimsweise die Trainerposition bei Borussia Dortmund an den letzten beiden Spieltagen der Saison 1972/73 in der Regionalliga West und verließ den Klub am Ende der Saison.